# تان آن، بک گیانگ
تان آن، بک گیانگ (به لاتین: Tân An, Bắc Giang) یک منطقهٔ مسکونی در ویتنام است که در استان باک گیانگ واقع شده‌است.